# Дом культур мира

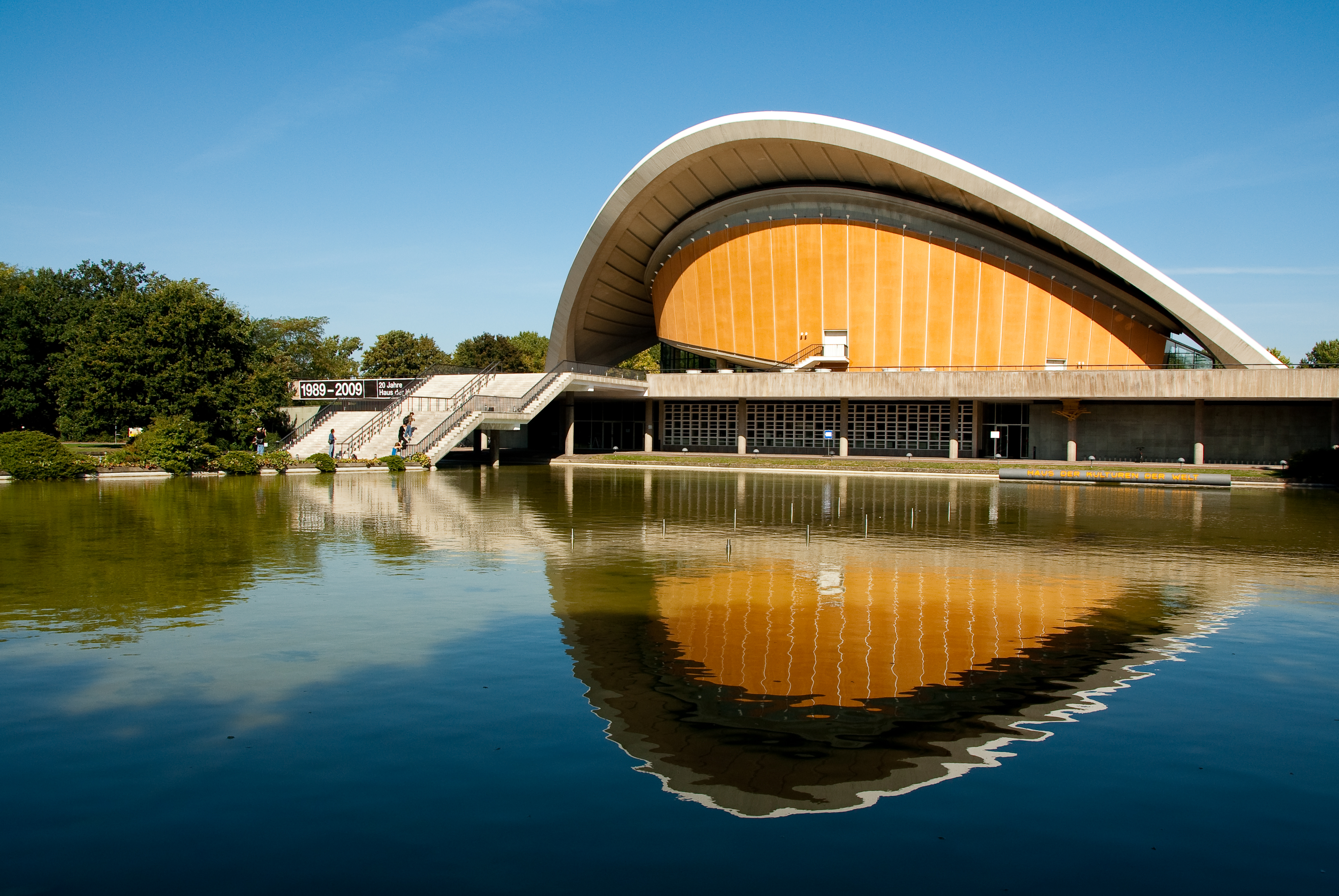
Дом культур мира в Зале конгрессов

Дом культур мира (также Дом мировых культур; нем. Haus der Kulturen der Welt, сокр. HKW) — центр современного неевропейского искусства в Германии. Дом культур мира был основан в 1989 году; располагается в берлинском районе Тиргартен в Зале конгрессов, построенном в 1957—1958 годах. Является одним из 16 «маяков культуры», финансируемых федеральным правительством Германии.
В Доме культур мира проходят выставки, кинопоказы, музыкальные концерты, танцевальные и театральные представления деятелей искусства из различных стран Азии, Африки Южной Америки. Мероприятия разделяются на несколько направлений: изобразительное искусство, кино, средства информации; танцы, театр, музыка; литература, общество, наука.
21 мая 1980 года в здании Дома культур мира произошло обрушение кровли, в результате которого погиб журналист радиостанции «Свободный Берлин» и несколько человек получили травмы.
В 2002—2005 и 2008 годах в Доме культур мира проходил ежегодный фестиваль искусств и цифровой культуры Transmediale. Одним из главных проектов Дома культур мира является Международная литературная премия (Internationaler Literaturpreis), которой ежегодно награждается лучший иностранный роман, переведенный на немецкий язык.